# Plattenhaus Poppenbüttel

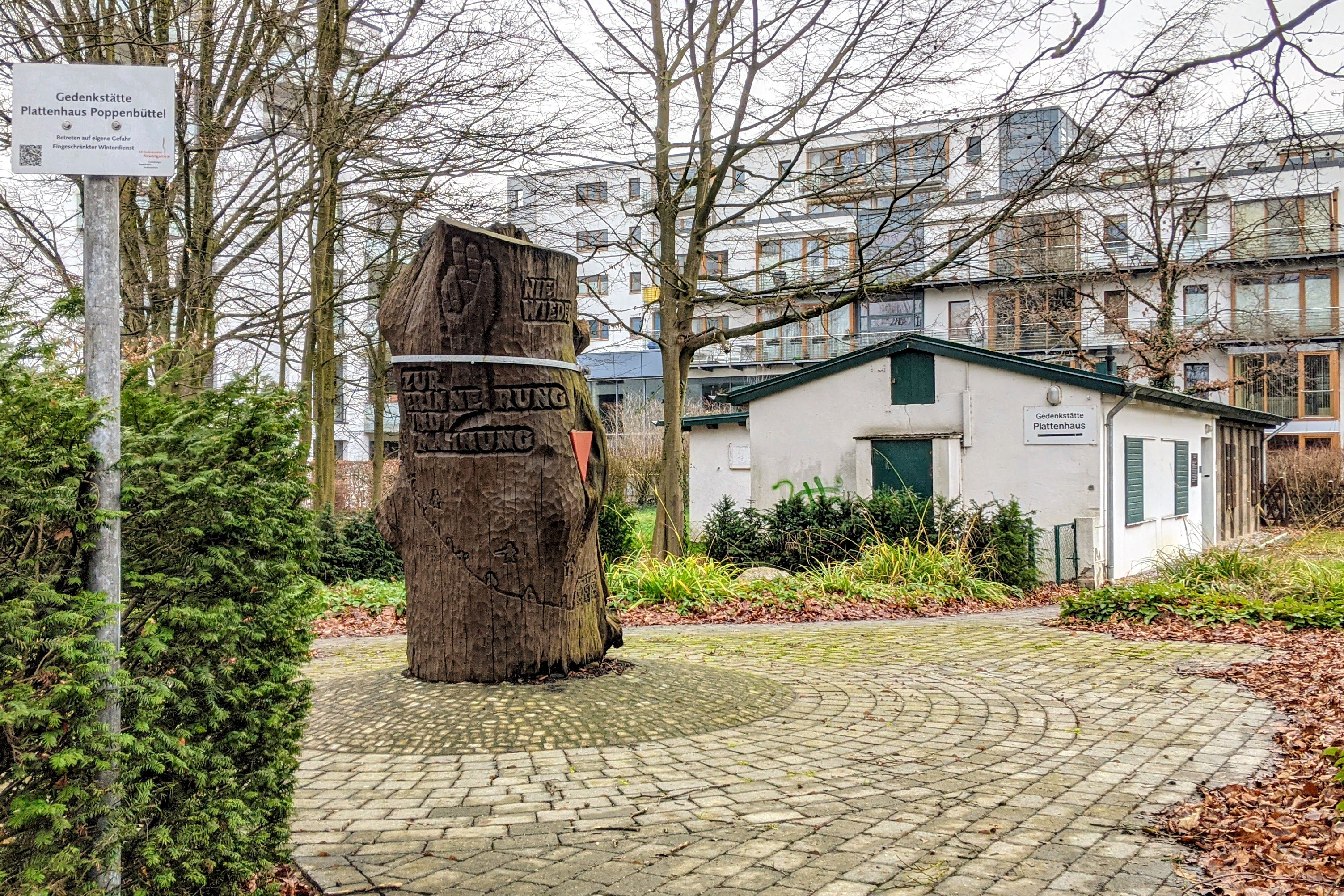
Plattenhaus Poppenbüttel, Ansicht von der Straße

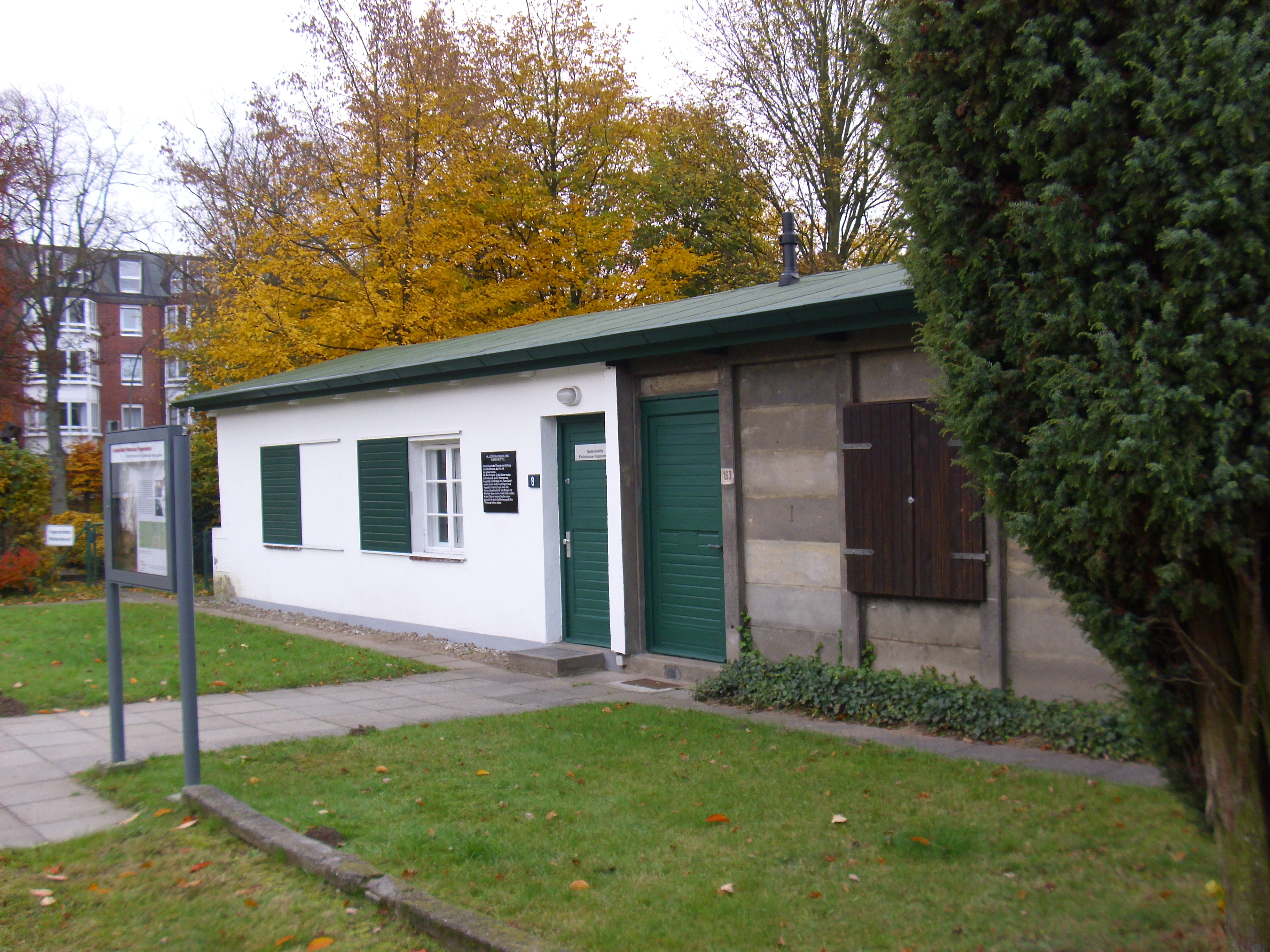
Gedenkstätte Plattenhaus

In der Zeit des Nationalsozialismus bestand von September 1944 bis April 1945 in Sasel ein Außenlager des KZ Neuengamme, das KZ-Außenlager Hamburg-Sasel. Die dort gefangenen jüdischen Frauen wurden unter anderem eingesetzt, um westlich des Poppenbütteler Bahnhofs aus Betonfertigteilen eine Plattenhaussiedlung zu errichten, die als Notunterkunft für ausgebombte Hamburger diente. In dem einzigen noch vorhandenen Haus (Kritenbarg 8) ist seit 1985 die Gedenkstätte Plattenhaus eingerichtet, die an das KZ erinnert. Nach umfangreicher Sanierung des Gebäudes konnte 2008 eine Dauerausstellung übergeben werden. Unter der Leitung von Herbert Diercks ist eine Ausstellung über die Verfolgung von Frauen im Nationalsozialismus und die Geschichte aller Frauenaußenlager des KZ Neuengamme entstanden. Die Haft- und Arbeitsbedingungen der inhaftierten Frauen und ihre Biografien werden dargestellt. Auch über die Strafverfolgung der Täter nach 1945 wird informiert. Im rechten Teil des Plattenhauses ist eine Behelfsheimwohnung des Jahres 1944 mit Originalmobiliar zu sehen. Vorträge und Lesungen finden statt.
Neben der Funktion als Gedenkstätte ist es auch das einzig noch vorhandene Zeugnis aus den Anfängen des Plattenbaus und wurde deshalb unter Denkmalschutz gestellt.

## Inschrift auf Tafel an der Gedenkstätte Plattenhaus
Plattenhaussiedlung Poppenbüttel

Dieses Haus ist der Überrest einer Siedlung von Behelfsheimen, die 1944–45 hier gebaut wurden.
Die Betonfertigteile für die Häuser wurden im Klinkerwerk des KZ Neuengamme hergestellt. Zur Montage der „Plattenhäuser“ wurden Frauen des KZ-Außenlagers Sasel eingesetzt. In diesem Lager waren 500 Frauen untergebracht, die trotz Hunger und Schwäche diese schwere Arbeit leisten mussten. In den Häusern wurden Familien untergebracht, die durch die Bombenangriffe ihre Wohnung verloren hatten.